# Past In Different Ways
Past In Different Ways är ett album av Michael Kiske från 2008, låtarna på skivan är akustiska versioner av de låtar Kiske skrev och sjöng i gruppen Helloween.

## Låtlista
1. You Always Walk Alone
2. We Got The Right
3. I Believe
4. Longing
5. Your Turn
6. Kids Of The Century
7. In The Night
8. Goin' Home
9. A Little Time
10. When The Sinner
11. Different Ways
12. How The Web Was Woven (Elvis Presley cover som fanns med på den Japanska utgåvan.)